# Waldport
Waldport est une municipalité américaine située dans le comté de Lincoln en Oregon.
Lors du recensement de 2010, sa population est de 2 033 habitants. Située au sud du fleuve Alsea (en) et de sa baie, la municipalité s'étend en 2010 sur une superficie de 3,02 milles carrés (7,82 km2), dont 0,25 mille carré (0,65 km2) d'étendues d'eau.
La localité est fondée en octobre 1879 par David et Orlena Ruble. Son nom signifie « le port de la forêt » en allemand. Elle devient une municipalité le 11 mars 1911.